# 1571

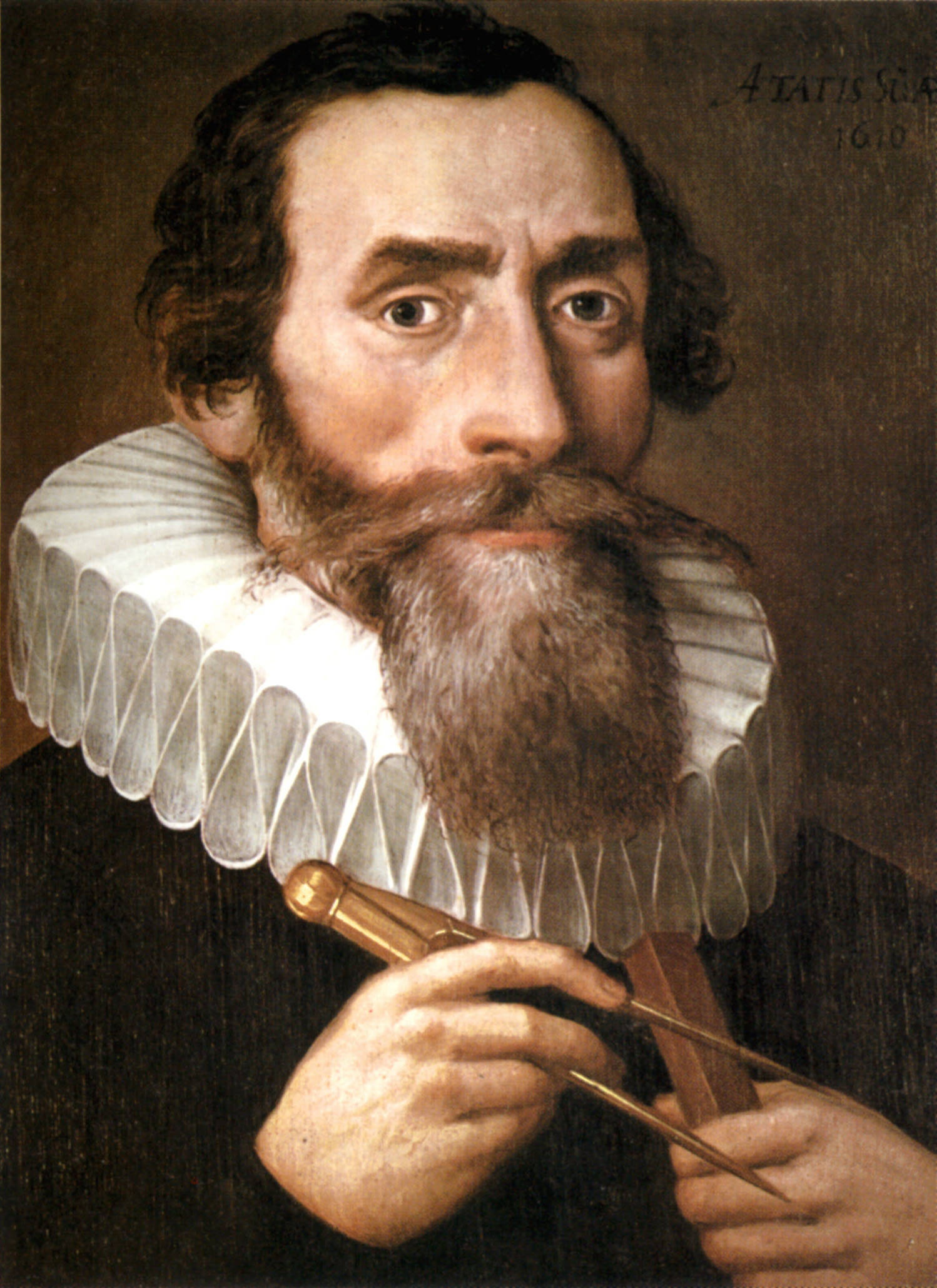
Johannes Kepler (1610), de autor desconhecido.

- Wikisource

| Calendário gregoriano                                                        | 1571 MDLXXI                                          |
| Ab urbe condita                                                              | 2324                                                 |
| Calendário arménio                                                           | 1020 – 1021                                          |
| Calendário bahá'í                                                            | -273 – -272                                          |
| Calendário budista                                                           | 2115                                                 |
| Calendário chinês                                                            | 4267 – 4268 Início a 25 de janeiro (aproximadamente) |
| Calendário copta                                                             | 1287 – 1288                                          |
| Calendário etíope                                                            | 1563 – 1564                                          |
| Calendários hindus - Vikram Samvat - Calendário nacional indiano - Cáli Iuga | 1626 – 1627 1492 – 1493 4671 – 4672                  |
| Calendário Holoceno                                                          | 11571                                                |
| Calendário islâmico                                                          | 979 – 980                                            |
| Calendário judaico                                                           | 5331 – 5332                                          |
| Calendário persa                                                             | 949 – 950                                            |
| Calendário rúnico                                                            | 1821                                                 |
| Calendário solar tailandês                                                   | 2114                                                 |

1571 (MDLXXI, na numeração romana) foi um ano comum do século XVI do Calendário Juliano, da Era de Cristo, e a sua letra dominical foi G (52 semanas), teve início numa segunda-feira e terminou também numa segunda-feira.
| Ano completo                         |
| ------------------------------------ |
| Ano comum com início à segunda-feira |

## Eventos
- Moscou é queimada e saqueada pelos Tártaros da Crimeia.
- Erupção vulcânica na ilha de São Miguel, nos Açores.
- 2 de Julho - Nomeação de Duarte Borges no cargo de Provedor da fazenda dos Açores.

## Nascimentos
- 06 de Maio - Lucas Osiander, O Jovem, teólogo, professor e reitor alemão (m. 1638).
- 27 de Dezembro - Johannes Kepler, matemático e astrónomo (m. 1630).

## Mortes
- 9 de Janeiro - Nicolas Durand de Villegagnon, oficial francês, fundador da França Antártica (n. 1510).

## Por tema
- 1571 no Brasil